# Chelonus clavinervis
Chelonus clavinervis är en stekelart som beskrevs av Cameron 1904. Chelonus clavinervis ingår i släktet Chelonus och familjen bracksteklar. Inga underarter finns listade i Catalogue of Life.